# Malcolm Silverman
Malcolm Silverman (Nova Iorque, 1946-2008) foi um crítico literário e professor do Departamento de Espanhol, Português, Linguagens e Literaturas do College of Arts and Letters da Universidade Estadual de San Diego, nos Estados Unidos.
Silverman recebeu o grau de Ph.D. em 1971 e é um brasilianista, incluindo em seus trabalhos análises da obra de diversos autores brasileiros.
Silverman já recebeu o prêmio de "Melhor livros de ensaios" da Associação Paulista de Críticos de Arte" pelo livro Protesto e o Novo Romance Brasileiro. Esse livro já foi apontado pela crítica como o único bom estudo panorâmico sobre o romance brasileiro das décadas de 1960, 1970 e 1980 disponível no mercado.